# Kupa e Futbollit Femra
La Kupa e Futbollit Femra è la coppa d'Albania di calcio femminile organizzata dalla Federazione calcistica dell'Albania a partire dal 2009.

## Storia
La prima edizione fu organizzata nel 2009, anno di inaugurazione anche del campionato. La competizione si svolge ad eliminazione diretta.

## Albo d'oro
- 2009-2010:  Tirana AS
- 2010-2011:  Ada Velipojë
- 2011-2012:  Juban Danja
- 2012-2013:  Juban Danja
- 2013-2014:  Vllaznia
- 2014-2015:  Vllaznia
- 2015-2016:  Vllaznia
- 2016-2017:  Vllaznia
- 2017-2018:  Vllaznia
- 2018-2019:  Vllaznia
- 2019-2020:  Vllaznia
- 2020-2021:  Vllaznia
- 2021-2022:  Vllaznia
- 2022-2023:  Vllaznia
- 2023-2024:  Apolonia